# The Skyscraper
The Skyscraper – budowany wieżowiec w Dubaju, w Zjednoczonych Emiratach Arabskich. Budynek ma mieć wysokość 330 m i 65 kondygnacji.